# Warner Bros.
Warner Bros. Entertainment, Inc. (ранее Warner Bros. Pictures), (обычно называется Warner Bros., по-русски Братья Уо́рнеры или Уорнер Бразерс) — один из крупнейших концернов по производству фильмов и телесериалов в США. В настоящее время подразделение группы компаний Warner Bros. Discovery с офисом в Калифорнии.
Компания имеет права на огромное количество франшиз, среди которых: «Гарри Поттер», «Властелин колец», «Хоббит», «Полицейская академия», «Дюна», «Матрица», «Оно», «Расширенная вселенная DC», «Изгоняющий дьявола», «MonsterVerse» и многие другие.

## История

### 1903—1925: основание
Компания названа в честь четырёх братьев Уорнеров: Гарри (Гирш Вонсколасер) (1881—1958), Альберта Уорнера (Аарон Вонсколасер) (1883—1967), Сэма Уорнера (Шмуль Вонсколасер) (1887—1927) и Джека Уорнера (Ицхак Вонсколасер) (1892—1978). Трое старших братьев родились в деревне Красносельц Царства Польского в составе Российской империи и эмигрировали с родителями в США через Англию и Канаду.
Братья Гарри, Альберт и Сэм начали заниматься киноиндустрией ещё в 1903 году, показывая фильмы в шахтёрских городах Пенсильвании и Огайо. В том же году в Нью-Касле (Пенсильвания) они открыли свой первый кинотеатр «Каскад».
В 1904 году братья основали компанию Duquesne Amusement & Supply Company (ставшую предшественником Warner Brothers), которая занималась распространением фильмов. В течение нескольких лет территория, на которой работала их компания, расширилась и включила в себя четыре штата.

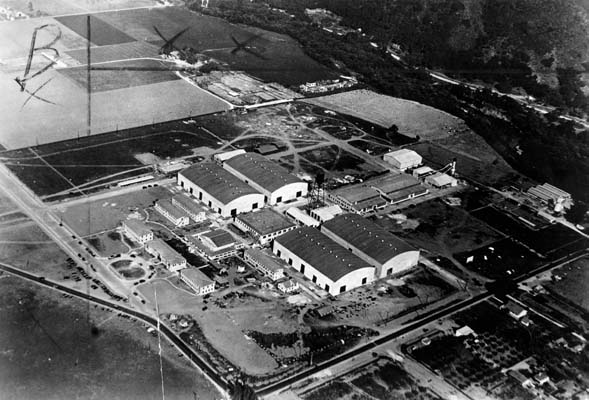
Студия Warner Bros., 1920 год

К началу Первой мировой войны братья начали заниматься производством собственных фильмов, и в 1918 году открыли студию Warner Bros. Studio, расположившуюся на Бульваре Сансет в Голливуде. Сэм и Джек Уорнеры занимались производством картин, в то время как Гарри и Альберт занимались финансами в Нью-Йорке. В 1923 году они формально объединились в корпорацию Warner Brothers Production.
В 1923—1931 годах Warner Brothers начала снимать картины с участием собаки — Рин Тин Тина. Несмотря на тот факт, что главным актёром был пёс, фильмы с его участием принесли компании немалую славу.
Компания процветала, что позволило братьям в 1924 году получить ссуду на Уолл-стрит. На эти средства была приобретена Vitagraph Company, имевшая общенациональную дистрибьюторскую сеть, а также были куплены несколько радиостанций и построены новые театры.

### 1925—1956: звук, цвет, стиль
По настоянию Сэма Уорнера компания начала активно развивать звуковой кинематограф и с 1926 года начала производить фильмы со звуком и звуковыми эффектами. В 1927 году был выпущен фильм «Певец джаза» (англ. Jazz Singer) с диалогами. Эта лента стала настоящей сенсацией и положила начало эры «говорящих картин». Сами братья не присутствовали на премьере из-за смерти Сэма.
В 1928 году компания приобрела одну из крупнейших сетей кинотеатров — Stanley Company. В том же году братья приобрели своего главного конкурента — First National Pictures. Суд разрешил объединить эти компании под маркой Warner при условии, что до 1938 года братья будут выпускать по несколько фильмов в год под маркой First National Pictures.
В 1928 братья выпустили на экраны картину «Огни Нью-Йорка» (англ. Lights of New York) с полноценной звуковой дорожкой. Через два месяца стартовала премьера «Террор» (англ. The Terror). С этого момента вся киноиндустрия окончательно перешла на фильмы со звуком. К концу 1929 года все крупные предприятия в данной отрасли выпускали только звуковые ленты.
В 1929 Warner Bros. выпустили первый полноцветный фильм «На шоу». Вторая цветная картина, «Золотоискатели Бродвея», стала настолько популярной, что демонстрировалась в кинотеатрах на протяжении десяти лет. Так началась эпоха цветного кино. Студия Warner Bros. Pictures inc продолжала работать совместно с корпорацией The Vitaphone Corporation, последняя стала её дочерним предприятием (1929—1934).
В период с 1929 по 1931 годы Уорнеры выпустили множество цветных фильмов («Салли», «Яркие огни», «Песня пламени», «Песня Запада», «Под луной штата Техас» и другие). Большинство из них были мюзиклами и довольно быстро надоели зрителям, поэтому студии пришлось уйти из этого жанра.
Под руководством Дэррила Занука в 1930-х студия прославилась своими гангстерскими фильмами, а затем и мелодрамами. Около 1934 года у компании возникли проблемы с цензурой, поэтому она переключилась на съёмки исторических картин.
В период с 1928 по 1931 год многие ранние звуковые фильмы студии Warner Bros. и First National были утрачены по причине того, что они использовали для записи звука граммофонные пластинки, которые в случае повреждения приходили в негодность. В результате катушка с «онемевшей» киноплёнкой больше не могла использоваться для показа. Так же были утеряны и немые фильмы.

### 1930: мультфильмы
В 1930-х годах была создана независимая компания Warner’s Cartoon, занимавшаяся под руководством Леона Шлезингера созданием мультфильмов. В 1931 году была создана новая серия мультфильмов — «Весёлые мелодии» — юмористических зарисовок с джазовым саундтреком.
В 1933 году на студию пришли новые художники (Джек Кинг, Фриз Фрилинг и другие), трудами которых на экранах появился знаменитый Бадди (англ. Buddy). Студия приобрела узнаваемый стиль, сделавший её работы очень популярными. Среди них — кролик Багз Банни и утка Даффи Дак.

### После Второй мировой войны
В годы Второй мировой войны студия очень разбогатела благодаря возросшему спросу на кинофильмы. В этот период компания снимала множество актёров, ставших знаменитостями (Джоан Кроуфорд, Дорис Дэй и др.).
5 января 1948 года Warner Bros. выпустила первую цветную кинохронику, посвящённую Турниру Парада роз (англ. Tournament of Roses Parade).
В 1948 году Верховный суд США, рассматривая антимонопольные споры, вынес решение, заставившее Warner Bros. и ещё четыре крупнейшие кинокомпании страны отделить кинопроизводство от принадлежащих им сетей кинотеатров. Без возможности широкого проката отпала необходимость производства 30 картин в год, поэтому братья начали сворачивать своё производство и, в конечном итоге, продали компанию банковскому синдикату. В 1956 году Гарри и Альберт Уорнеры узнали, что их брат Джек был главным инвестором в этом синдикате. Это привело к глубокой ссоре и с тех пор братья больше не общались. Однако, сам Джек подошёл к дальнейшей судьбе компании очень ответственно.
13 февраля 1956-го года Джек Уорнер продаёт права на ранние фильмы студии (включая First National), снятые до 1950-го года, телевизионному владельцу Элиотту Химану Associated Artists Productions (через два года компания была продана объединению United Artists, затем после слияния с MGM/UA Entertainment Company были проданы Теду Тёрнеру, владеющему Turner Broadcasting System).

### 1956—1994: новые владельцы
Некоторое время компания занималась адаптацией популярных пьес, а также весьма неплохо проявила себя в создании телевизионных сериалов («Индивидуалист» и др.) В 1958 начала свою работу звукозаписывающая компания Warner Bros. Records, но производство кинофильмов в то время находилось в упадке. В 1967 году Джек Уорнер решил отойти от дел и продал Warner Bros. канадской компании Seven Arts Productions (Элиотта Химана — бывший руководитель Associated Artists; за наличные деньги и долю акций) за 78 миллионов долларов. Студия была переименована в «Warner Bros. — Seven Arts».
Двумя годами позже студия вновь была продана, на этот раз компании Kinney National Company, и её новым руководителем стал Тэд Эшли и Стив Росс. Сама студия была вновь переименована в Warner Bros. Pictures. Владелец студии, Kinney National Company, постепенно отказался от других сфер бизнеса (стоянки, похоронные агентства), что привело к финансовому скандалу и сменил название на Warner Communications.
1970—1980-е годы оказались не самыми удачными для всех кинокомпаний, но новое руководство студии успешно преодолело их, сделав ставку на работу со «звёздами» (Пол Ньюман, Роберт Редфорд, Барбра Стрейзанд, Джон Уэйн, Клинт Иствуд и др.). В 1974 году эта компания приобрела производителя компьютерных игр Atari, но производитель был продан в 1984, а позже — сеть тематических парков «Шесть флагов» (англ. Six Flags theme parks).
В 1987 году конгломераты Time Inc. и Warner Communications объявили о готовности слияния. Преуспевающая Warner Communications в 1989 году начала сливаться с компанией «Time Inc.», и в январе 1990 года они образовали компанию «Time Warner».

### С 1995 года

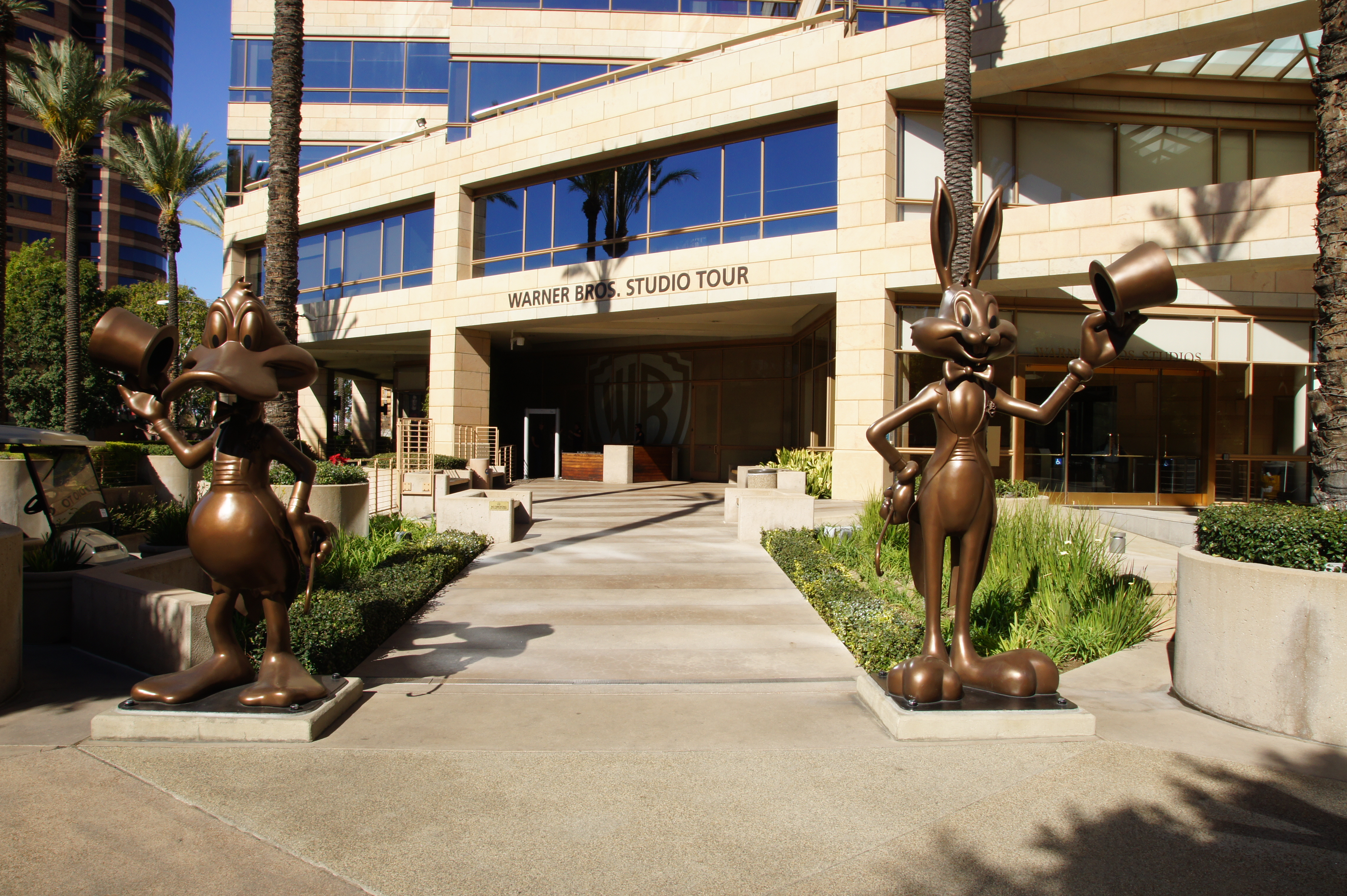
Вход для посетителей

В 1995 году компания, ориентируясь на подростковую аудиторию, запустила свою телевизионную сеть — The WB. Этот канал демонстрировал популярнейшие в США сериалы («Седьмые небеса», «Тайны Смолвиля», «Зачарованные» и др.). В 2006 году Warner и корпорация CBS приняли решение закрыть свои телевизионные сети и создать новую — CW Television Network.
В 1997 году студия выпустила полнометражный музыкальный мультфильм «Коты не танцуют».
В 2001 компанию «Time Warner Inc» купила корпорация AOL, меняя название нового подразделения на «AOL Time Warner Inc.». Тем не менее из-за резкого снижения доходов в 2002 слово «AOL» из названия компании вновь исчезло.
В 2008 году Warner Bros. поглотил компанию «New Line Cinema».
9 января 2020 года стало известно, что Warner Bros. подписал соглашение с компанией Cinelytic, специализирующейся на разработке искусственного интеллекта. Внедрение новой системы поможет Warner Bros. определить эффективность будущих фильмов. Например, искусственный интеллект подсчитает, какую прибыль может принести лента. На основании данных, полученных искусственным интеллектом, компания планирует принимать решения о запуске фильмов в производство.
В феврале 2022 года компания сделала заявление о приостановке выхода полнометражного фильма «Бэтмен», релиз которого был назначен в России на 3 марта 2022 года. Решение было принято вслед за студией «Disney», которая поставила на паузу премьеры своих фильмов в России в связи с нападением России на Украину.

## Логотип
Логотип компании — стилизованный щит. Внутри щита слово WB. Слово WB и щит — жёлтые, белые (в 2020-2023 г.), внутренняя часть щита — синяя. По виду с телевизора — точно также и менялась и вид. В нескольких фильмах и мультсериалах, с левой стороны появился персонаж(по большей части Багз. Конечно, некоторые хотели добавить ещё одного персонажа в честь одного мультсериала этой же компании, но провалился в прокате и демонстрации), а позже начали менять дизайн появления.
Также есть сходное лого с Warner Bros, это лого магазина аксессуаров BY World.

## Warner Home Video
В 1978 году была основана видеокомпания WCI Home Video, с 1980 года — Warner Home Video. Данная компания выпускала все фильмы и мультфильмы компании на Betamax, VHS, к 1990-м годам на LaserDisc. С 1997 года данная компания выпускает фильмы на DVD. За время существования логотипы подразделения неоднократно менялись.
В 2009 году образование Warner Bros. Home Entertainment Group. Warner Home Video запускает серию Warner Archive Collection.

## Дочерние компании
- New Line Cinema
- Castle Rock Entertainment
- Warner Bros. Television
- Warner Bros. Pictures
- Warner Bros. Animation
- Warner Bros. Interactive Entertainment
- DC Comics
- DC Films
- The CW
- Warner TV
- Cinemax
- HBO
- HBO Max
- NetherRealm studios